# Asociación de Desarrolladores de Videojuegos de Argentina
La Asociación de Desarrolladores de Videojuegos de Argentina (más conocida como ADVA), fundada en el año 2004, es una entidad sin fines de lucro, compuesta por empresas dedicadas a la creación de videojuegos y profesionales de la industria.

## Fin común
Su principal meta es promover el crecimiento de la industria de los videojuegos en la República Argentina.
Clustering: Promover los negocios de todos sus afiliados a nivel local e internacional y estimular la sinergia entre ellos.
Exposición: Esfuerzos de prensa combinados. La anual Exposición de Videojuegos Argentina (EVA) y estímulo para los jóvenes amateurs con el Concurso de Desarrollo Argentino de Juegos (CODEAR).
Internacional: Representantes de la International Game Developers Association en Argentina. Presencia en eventos internacionales como la Game Developers Conference y E3.

## Comunidad
La Asociación provee a su comunidad con una lista de correo y foros, que cuentan con más de 1700 miembros y además un sitio web.
También se organizan reuniones abiertas a todo público, para aquellos interesados en el desarrollo de videojuegos, tanto profesionales o amateurs, como empresas consolidadas.

## Eventos
Con la voluntad de impulsar el desarrollo de videojuegos en Argentina y aspirar a la elevación de la calidad de las producciones, anualmente ADVA organiza los siguientes eventos.
EVA: Exposición de Videojuegos Argentina. Organizada por primera vez en 2003, este es el evento por excelencia para ver todas las producciones realizadas en Argentina. Conferencistas de América Latina comparten sus experiencias para poder ganar conocimiento en las diversas materias del desarrollo de videojuegos. 
CODEAR: Concurso de Desarrollo Argentino de Juegos. Orientado a los jóvenes y amateurs que desean iniciarse en el desarrollo de juegos, o buscan mostrar algo diferente e innovador a lo que se ve habitualmente. Éste concurso se lanzó por primera vez en 2004.
Sapo Awards: Celebrado en la EVA por vez primera en 2004, los Sapo son el premio argentino para producciones de videojuegos locales e internacionales, donde vota toda la comunidad de desarrolladores del país. Inspirado en el antiguo juego criollo del Sapo, este premio busca ser el símbolo de reconocimiento para el esfuerzo de los profesionales que apuestan al nuevo arte de los videojuegos.